# 普伊卡區
普伊卡區（西班牙語：Distrito de Puyca），是秘魯的一個區，位於該國南部阿雷基帕大區的拉烏尼翁省，始建於1891年10月13日，面積1,501.2平方公里，海拔高度3,658米，2005年人口3,337，人口密度每平方公里2.2人。